# ポメラニア文化

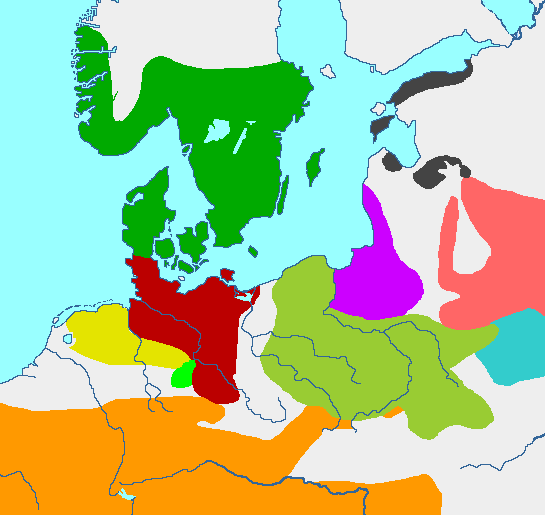
初期鉄器時代のヨーロッパ：
オリーブ色はポメラニア文化
濃い緑は北欧青銅器時代の諸文化
エンジ色はヤストルフ文化
黄色はハルプシュテット・ニーンブルク文化群
オレンジはケルト系の文化群
黄緑は家形骨壺文化

ポメラニア文化（英語：Pomeranian culture）、ポメラニア顔形骨壺文化（英語：Pomeranian Face Urn culture）、またはポメレリア顔形骨壺文化（英語：Pomerelian Face Urn culture）はポーランドのポメラニア地方における鉄器時代文化。
紀元前650年ごろにルサチア文化から発展し、南方へ拡大した。ルサチア文化はプロト・スラヴ系のトシュチニェツ文化を基層とするが、北欧の青銅器時代（en:Nordic Bronze Age）ともしばしば関連づけられる。
紀元前200年から紀元前150年にかけて、東ポメラニア地方ではオクシヴィエ文化に発展し、ヴィスワ川とオドラ川を遡った一帯ではプシェヴォルスク文化に発展した。

## 特徴
ポメラニア文化に特徴的な、人の顔のついた骨壺。

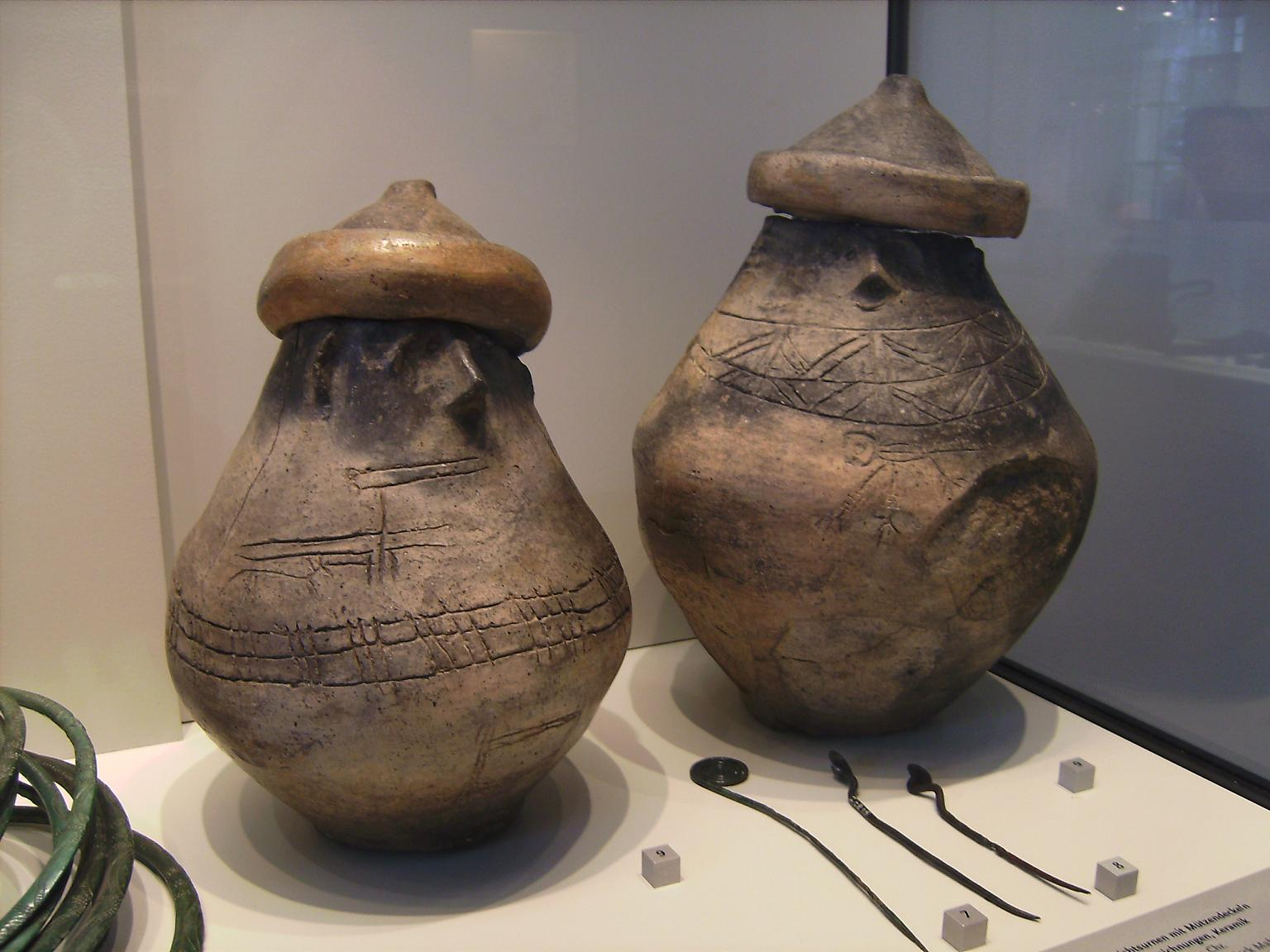
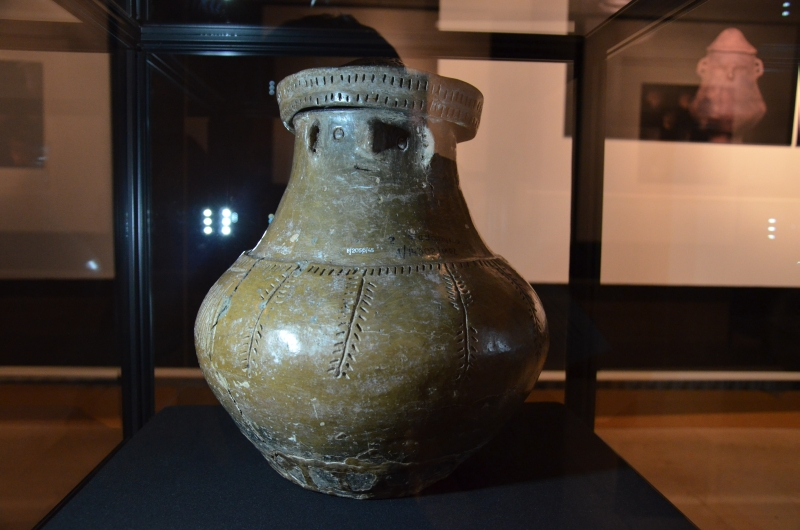
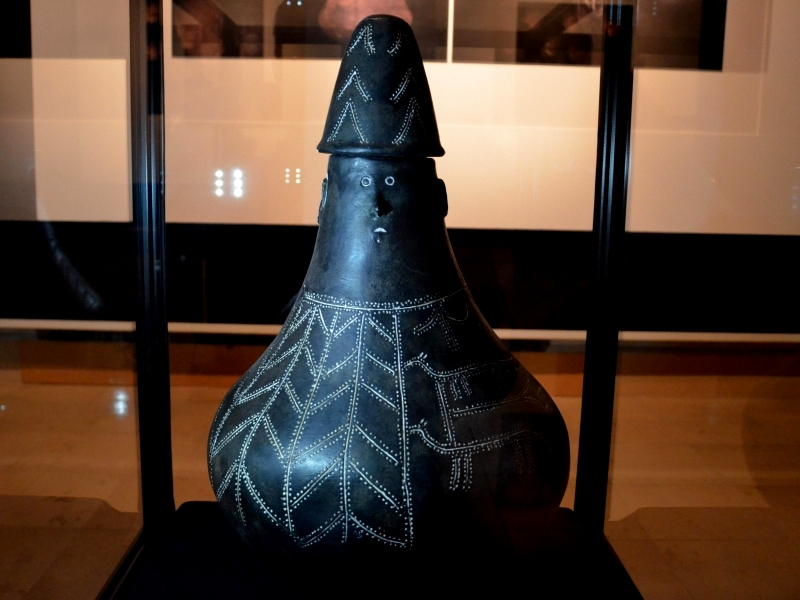
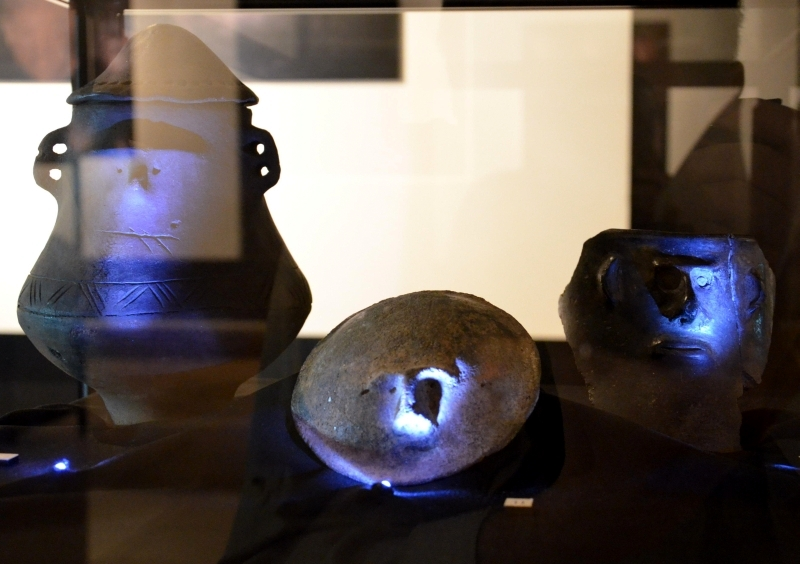
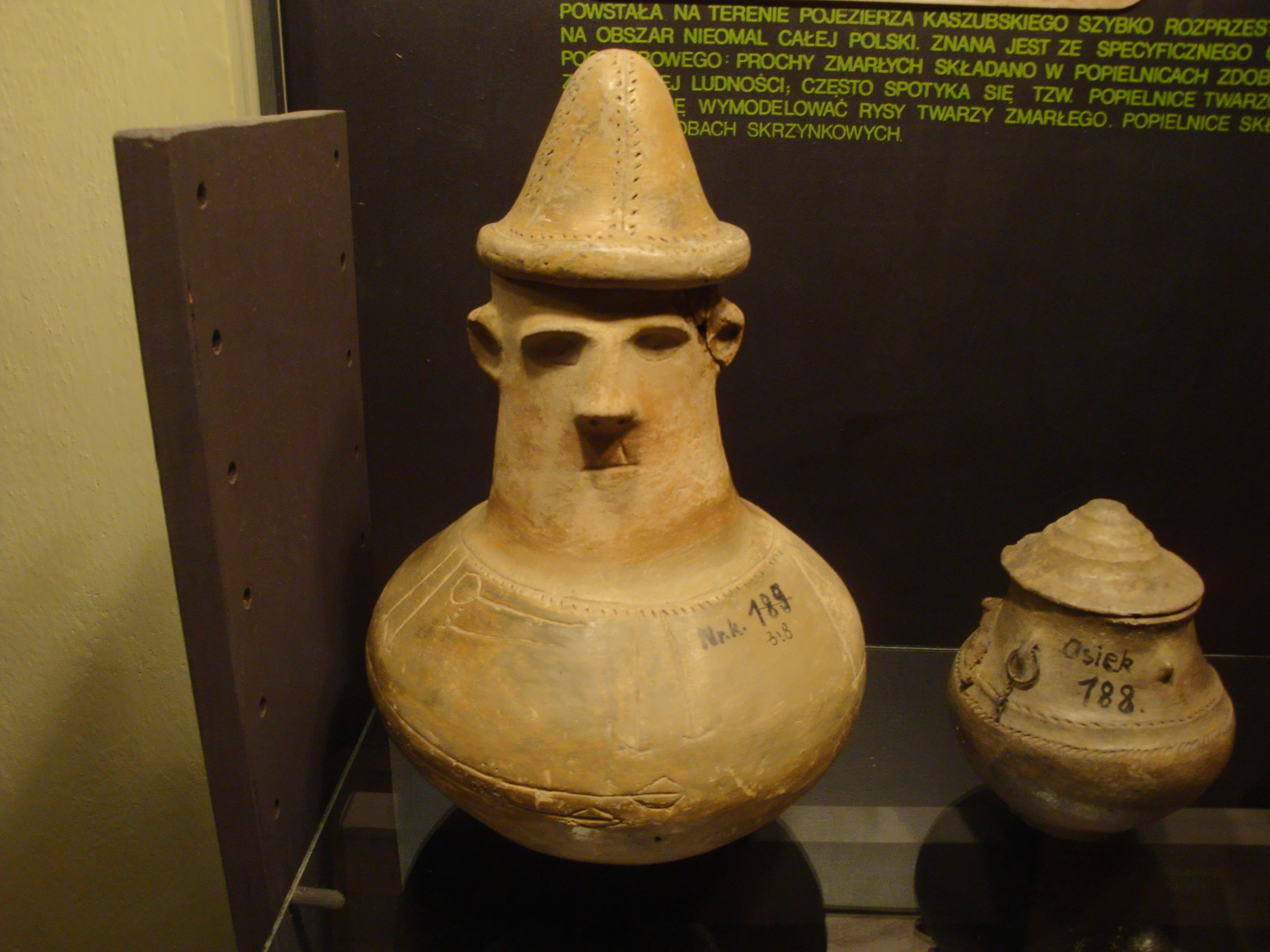

ポメラニア文化に最も特徴的なのは、人の顔のついた骨壺を用いていることである。骨壺は石棺に納められている。顔形のこの骨壺はどれも東方のステップ地帯の諸部族のものと似た帽子を形どった蓋が載せてあり、小さな青銅製のイヤリングがついていることも多い。愛嬌あるこれらの顔は非常に写実的なものもあり、どの顔も他の顔とは異なっている。骨壺には顔の他に狩りの場面、チャリオット（二輪戦車）競争、騎馬の人物などが彫刻されている。金属製の副葬品としては、トゥウコム（Tłukom）で発見されたものと同型のブローチや、たくさんの青銅製リングがついたネックレスなどがある。
経済構造はルサチア文化のものと似ている。ライ麦が組織的に栽培され始めているが、まだ主要穀物ではない。ヒルフォート（丘や断崖の上に作った要塞）はルサチア文化の西部地方と比べると少ない。南方からの輸入品はあまりない。

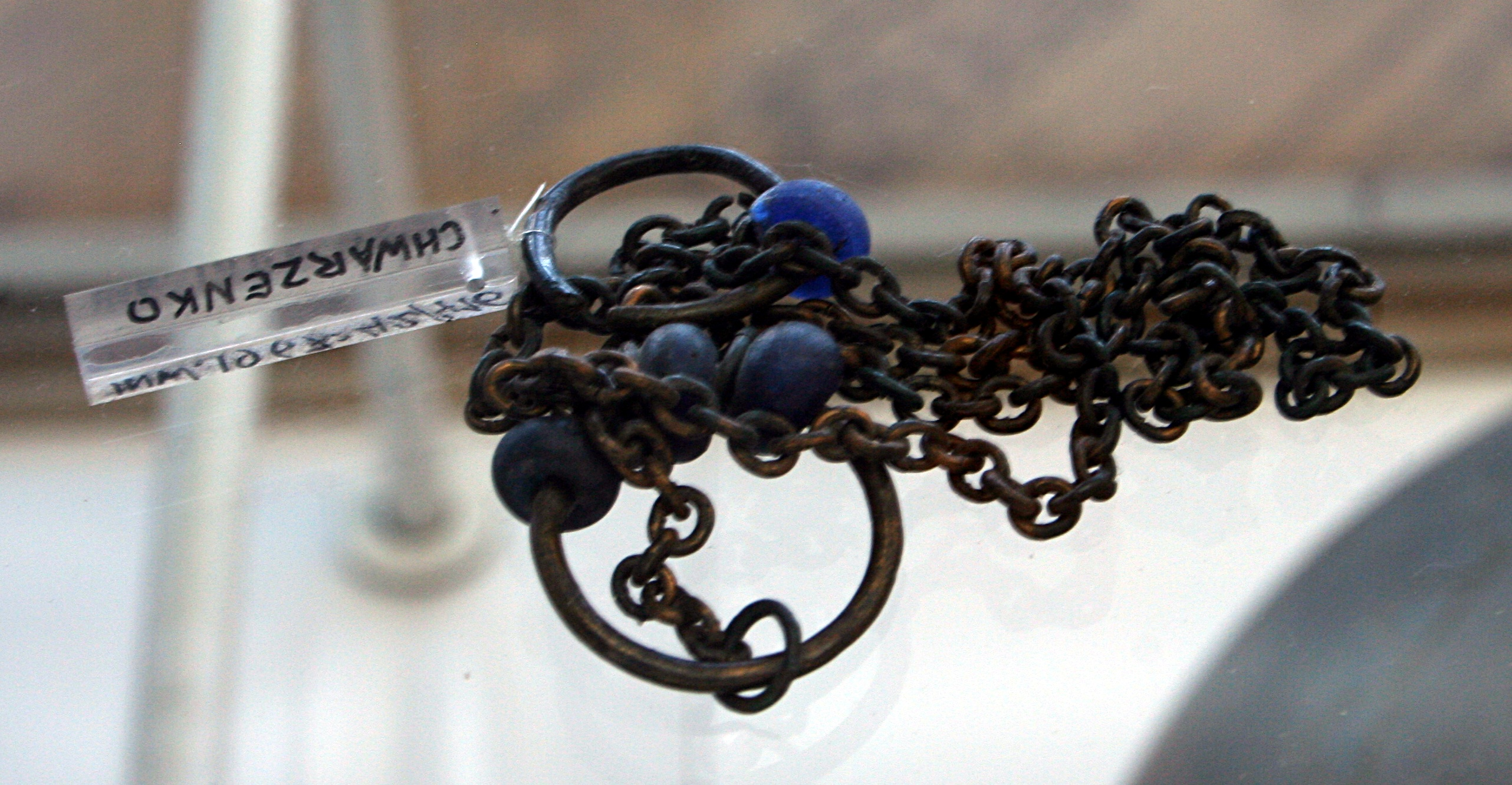
イヤリング
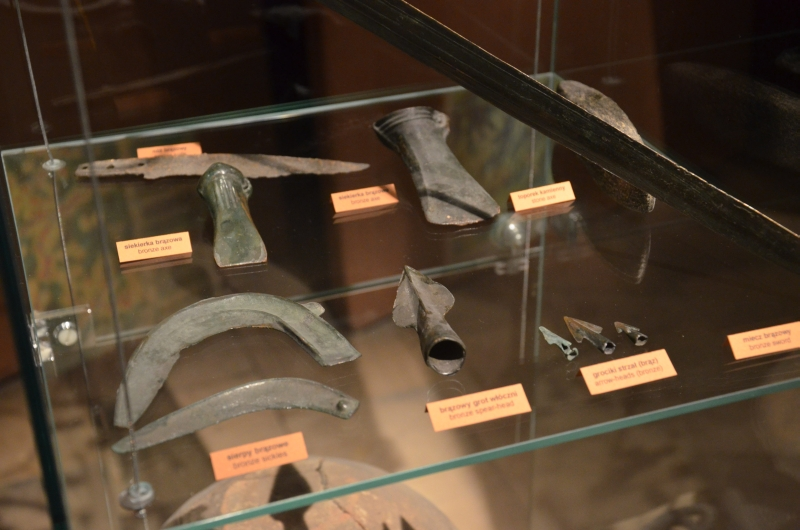
斧の刃と矢じり
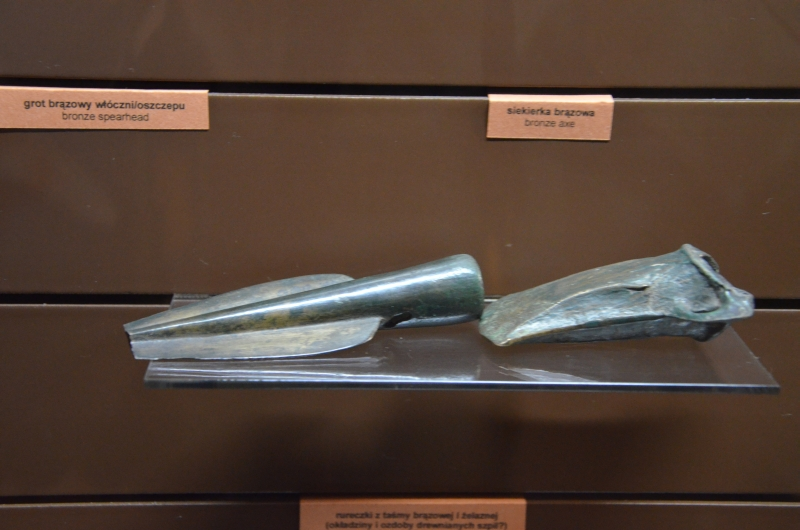
矛の頭と斧の刃
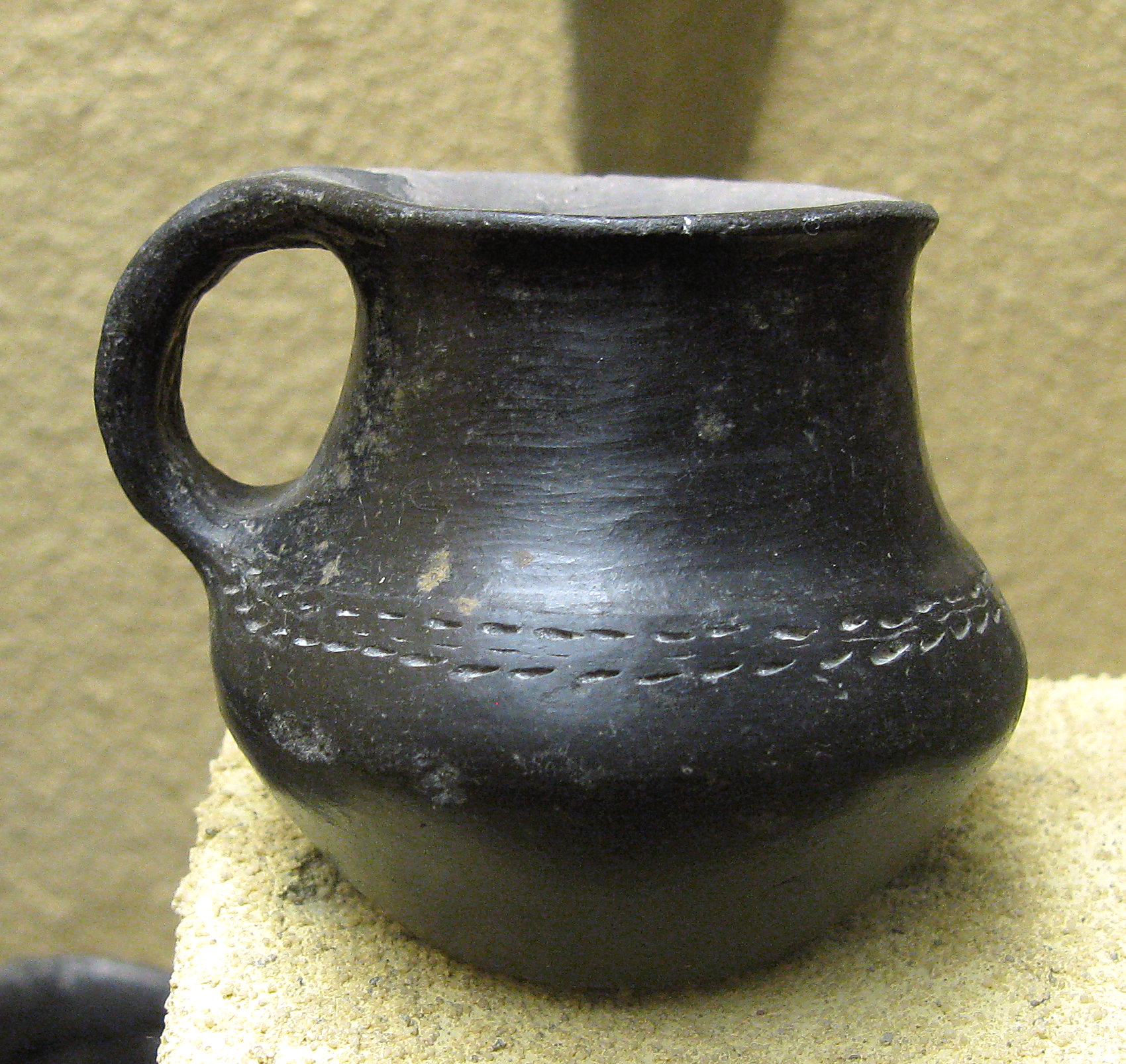
陶製のピッチャー
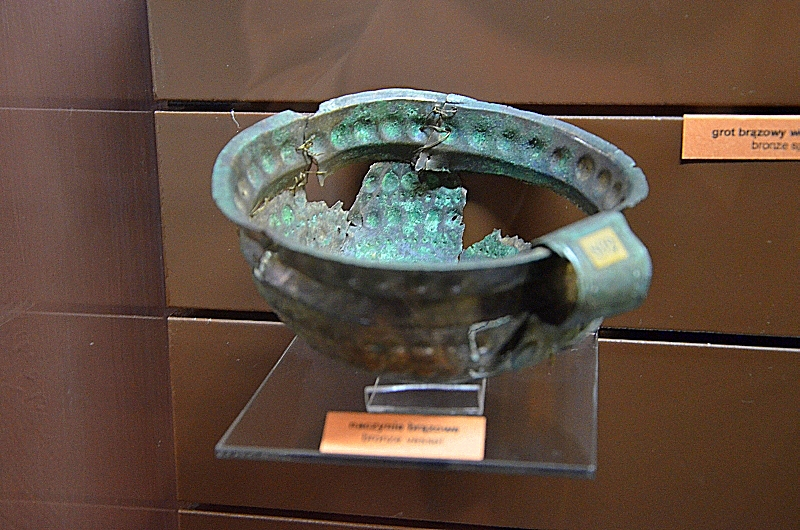
青銅製の杯
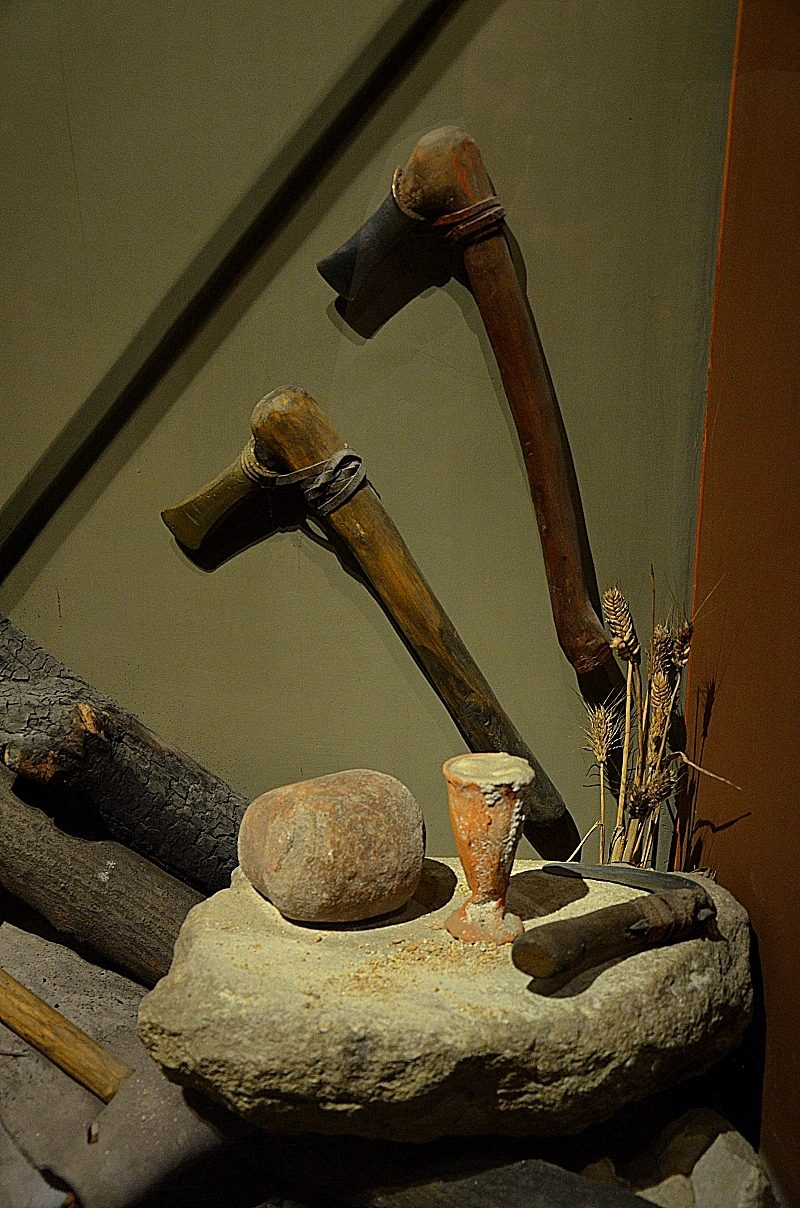
農具（斧と鎌）

## 関連文化
同時代の関連文化としては、ドイツ中部の家形骨壺文化がある。

## 拡大

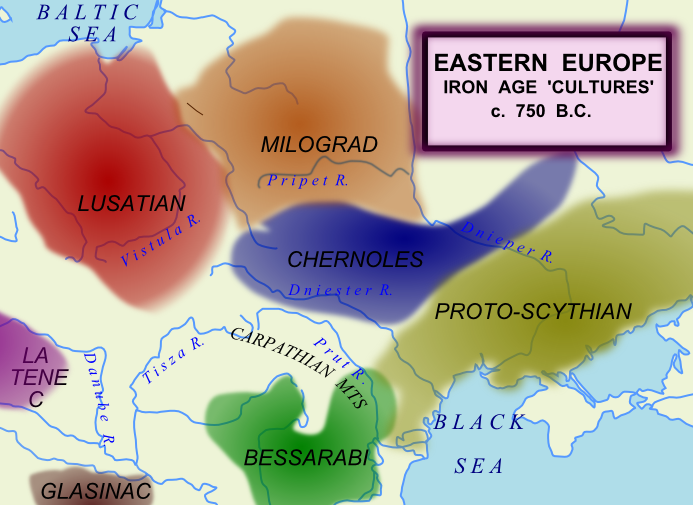
前8世紀（後期青銅器時代）のヨーロッパ東部。
赤色がルサチア文化（LUSATIAN）
茶色がミログラード文化（MILOGRAD）
紺色がチェルノレス文化（CHERNOLES）
うぐいす色がスルブナ文化（PROTO-SCYTHIAN）

後期青銅器時代にルサチア文化やミログラード文化が広がっていた地域へ、鉄器時代になるとチェルノレス文化が影響を与えてポメラニア文化が形成され、後期鉄器時代になるとポメラニア文化は南方へ拡大し、浸透していった。ポーランドのマゾフシェ地方では、文化的融合により、鐘の形状をした墓地を持った文化が発展した。